# 물개암나무
물개암나무(학명: Corylus sieboldiana)는 한국 각처의 산 중턱 이하에서 나는 낙엽관목이다. 높이는 2-5m이다. 잎은 넓은 거꿀달걀형, 길이 7-15cm, 가장자리에 겹톱니가 있다. 꽃은 암수한그루로 수꽃이삭은 2-5개씩 달리고, 밑으로 처진다. 암꽃이삭은 달걀형으로 열매의 총포는 길고, 끝에 많은 결각이 있으며, 기부에 갈색 털이 밀생한다. 열매는 견과로 난형이며 개화기는 3월, 결실기는 10월이며 열매는 식용 및 약용한다.